# (386) Зигена
(386) Зигена (лат. Siegena) — крупный астероид главного пояса, который принадлежит к тёмному спектральному классу C. Он был открыт 1 марта 1894 года немецким астрономом Максом Вольфом в обсерватории Хайдельберга и назван в честь немецкого города Зиген.

Орбита астероида Зигена и его положение в Солнечной системе
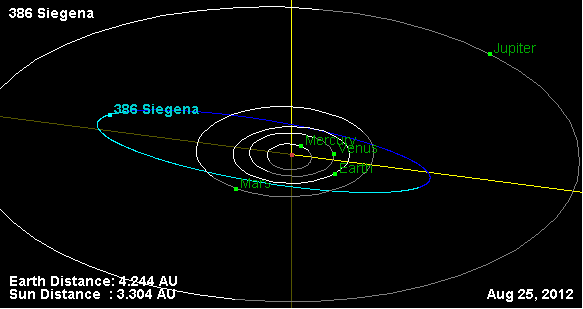
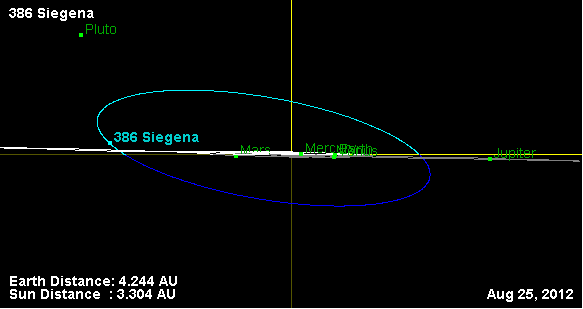